# Adelobotrys jefensis
Adelobotrys jefensis är en tvåhjärtbladig växtart som beskrevs av Frank Almeda. Adelobotrys jefensis ingår i släktet Adelobotrys och familjen Melastomataceae.
Artens utbredningsområde är Panamá. Inga underarter finns listade i Catalogue of Life.